# Zakład przyrodoleczniczy

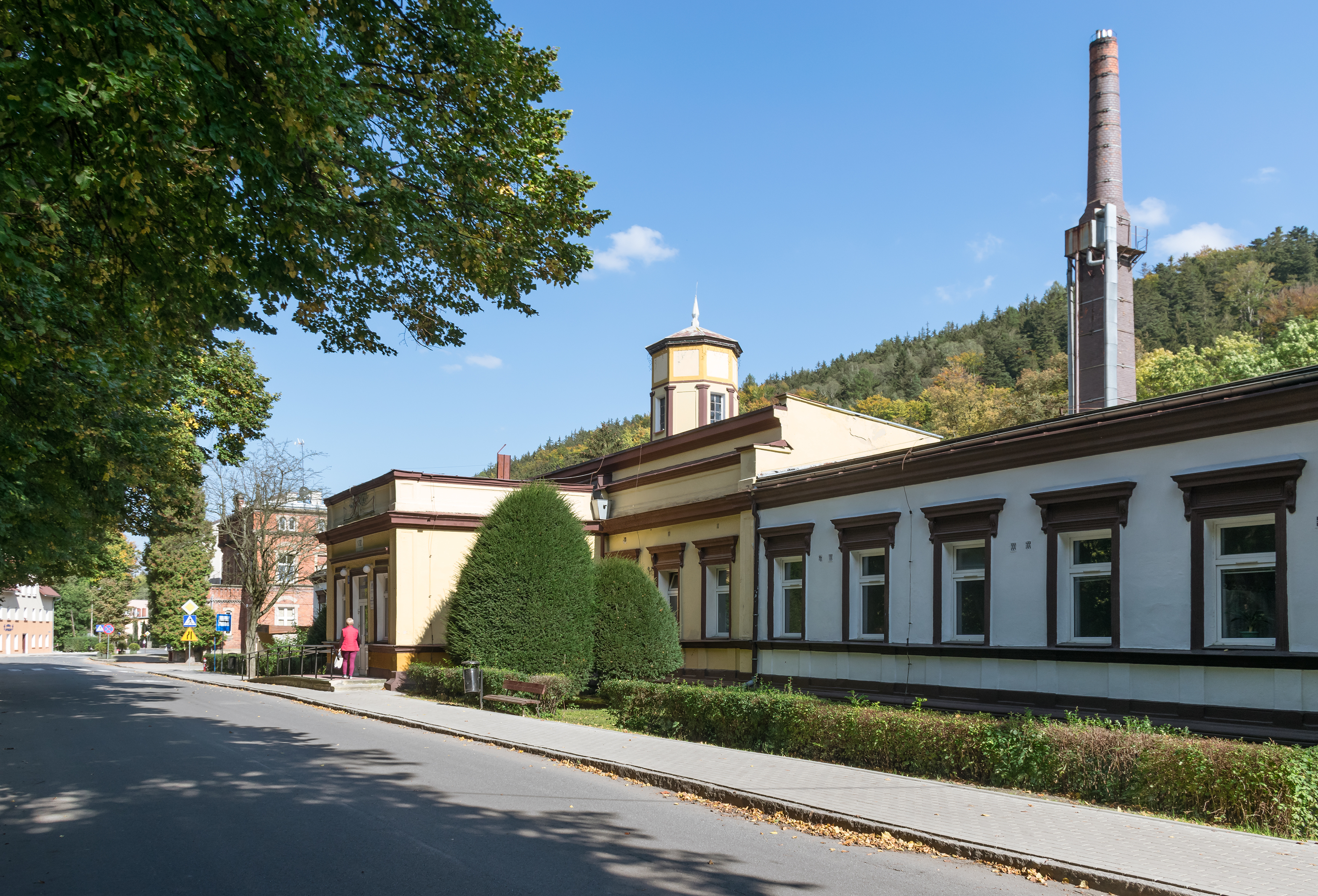
Zakład przyrodoleczniczy „Karol” w Długopolu-Zdroju

Zakład przyrodoleczniczy – od 2011 zakład lecznictwa uzdrowiskowego, którego zadaniem jest udzielanie zabiegów z zakresu fizjoterapii.
Do 2011 pojęcie to oznaczało jednostkę organizacyjną zakładu lecznictwa uzdrowiskowego, którego zadaniem było udzielanie świadczeń zdrowotnych przy wykorzystaniu naturalnych surowców leczniczych.